# Tells Bells Festival
Het Tells Bells Festival is een sinds 2004 in Duitsland plaatsvindend muziekfestival. Het festival is gericht op punkrock en hardcore. De naam van het festival is afkomstig van het nummer "Hells Bells" van AC/DC. Het festival wordt gehouden in het tweede of derde weekend van augustus. In 2019 vindt het festival plaats op 9 en 10 augustus. Jaarlijks wordt het festival door ongeveer 4000 mensen bezocht. Het festival werkt vaak samen met opkomende bands uit de omgeving.

## Line-up[4]
2004
Ransom, A Common Ground, Days In Grief. The Bordells, Evolution So Far, Perplex, Tobias Biedert, Make The Day, Threee Boys Only, Surf&Co
2005
Fin, Wake Up Radio, Devil's Gun, Make The Day, VMZT, Heideroosjes, Abgehorte Telefonate, Mahout Operator, Slag Heap, Crash My Deville, Tiny-Y-Son, The Bordells, Freezeebee, Skin of Tears, Fire in the Attic, Brainless Wankers
2006
Waterdown, Days in Grief, Frau Doktor, Bubunix, Heartbreak Engines, Six Reasons to Kill, Dr. Woggle & The Radio, Comecloser, The Nowboys, As Mentioned Below, Colourful Grey, Devil's Gun, Know Your Foe, The Bordells, No Naked Lights
2007
Peter Pan Speedrock, Born from Pain, Sondaschule, The Greetins, Skafield, Mr. Irish Bastard, Tiny-Y-Son, Pillow Fight Club, Gapline, Last Fire Burning, Publex, As Mentioned Below, No Naked Lights, VMZT, Visions Only
2008
Agnostic Front, The Unseen, Smoke Below, Backfire, Frau Doktor, Frontkick, Bubonix, Talco, VMZT, Elfmorgen, Isetta Drive, Visions Only, As Mentioned Below, Sintrash, Know Your Foe, Porncity Inc.
2009
Mad Caddies, Madball, H2O, The Real McKenzies, Psychopunch, Talco, Tiny-Y-Son, Twisted Minds, VMZT, Visions Only, Make The Day, M.A.M.A., Bughole, Sometimes Go, Danaplan, Porncity Inc.
2010
Raised Fist, 7 Seconds, Smoke Blow, Streetlight Manifesto, Venerea, First Blood, Carry All, This is a Standoff, Mr. Irish Bastard, The Reaction, VMZT, Visions Only, 3 Tage Tape, As Seconds Become Centuries, 2 Times Wasted, The Golden Ground Alliance
2011
Ignite, Strike Anywhere, Street Dogs, Your Demise, A Wilhelm Scream, Death Before Dishonor, Talco, The Mahones, VMZT, Conmoto, Cashless, Visions Only, 3 Tage Tape, As Mentioned Below, The Golden Ground Alliance, By the Sea, Sometimes Go, The Grandtry
2012
Madball, H2O, Deez Nuts, Heideroosjes, Devil in Me, Atlas Losing Grip, Wisdom in Chains, All for Nothing, Sir Reg, P.O. Box, VMZT, Awaiting Crunch, Elektroboys, Dolf, Devil's Gun, Visions Only, Jim Tonic, Bloodspot
2013
Agnostic Front, Mad Caddies, Talco, Downset, Evergreen Terrace, Death Before Dishonor, Atlas Losing Grip, Templeton Pek, A Traitor Like Judas, The Amsterdam Red Light District, Sometimes Go, Visions Only, The Haverbrook Disaster, VMZT, The Green River Burial, Whiteout Alley
2014
Raised Fist, Deez Nuts, Rykers, H2O, The Real McKenzies, A Wilhelm Scream, Strife, Authority Zero, Devil in Me, Noopinion, Brutality Will Prevail, NH3, Anchors&Hearts, VMZT, Road Rage, Pushseven12, Kopfhorer, Visions Only, Escape my Farewell
2015
Biohazard, Slapshot, Madball, The Menzingers, Death by Stereo, Atlas Losing Grip, All for Nothing, No Turning Back, Misconduct, Polar, Tausend Lowen Unter Feinden, Crushing Caspars, The Prosecution, VMZT, Roadrage, Visions Only, Bronson A.D., Their Decay, Unsaid.
2016
Terror, Stick To Your Guns, Rise of the Northstar, Strung Out, A Wilhelm Scream, Tim Vantol, Authority Zero, The Flatliners, GWLT, A Traitor Like Judas, Smile and Burn, Idle Class, Shattered Lions, The Decline, Fatzke, VMZT, Visions Only, Roadrage, World Negation
2017
Terror, No Fun At All, Good Riddance, Face to Face, First Blood, No Turning Back, No Trigger, Wolf Down, Broken Teeth, Rogers, Sam Alone & The Gravediggers, Siberian Meat Grinder, Noopinion, VMZT, Visions Only, The Tex Abery Syndrome, Stay Focused, Bouncing Bettys, Roadrage
2018
Comeback Kid, H2O, Silverstein, Dog Eat Dog, The Menzingers, Evergreen Terrace, Wisdom in Chains, Adhesive, Counterparts, This is a Standoff, P.O. Box, Get the Shot, All for Nothing, A Traitor Like Judas, Straightline, VMZT, Visions Only, Roadrage, Paramagnet, 4 Zimmer Kuche Bad
2019
Sick of It All, Raised Fist, Walls of Jericho, Lionheart, Less Than Jake, Satanic Surfers, Rogers, Masked Intruder, The Bennies, Much the Same, Siberian Meat Grinder, 1000 Löwen Unter Feinden, Get the Shot, La Armada, Giver, VMZT, Born as Lions, Visions Only, Driven, Fatzke